# Киндвилер
Киндвилер (фр. Kindwiller) насеље је и општина у Француској у региону Алзас, у департману Доња Рајна.
По подацима из 2011. године у општини је живело 594 становника, а густина насељености је износила 99,5 становника/km².

## Демографија
| 1962. | 1968. | 1975. | 1982. | 1990. | 2011. |
| ----- | ----- | ----- | ----- | ----- | ----- |
| 483   | 513   | 548   | 533   | 550   | 594   |